# Recepção (atendimento)

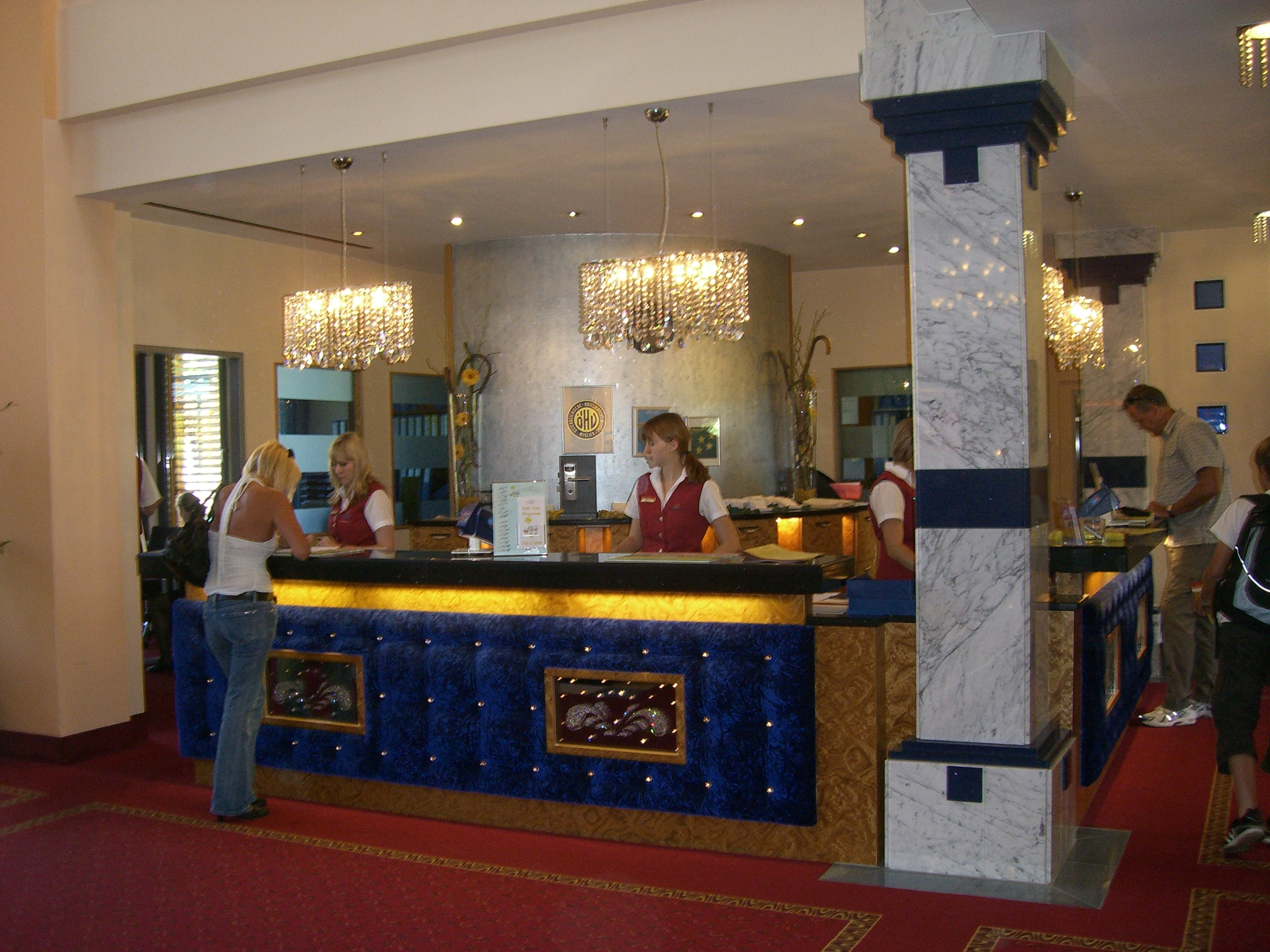
Recepção de um hotel.

A  recepção (português brasileiro) ou receção (português europeu) é o local de recepcionar e tratar pessoas. Normalmente construído como um balcão na entrada de um edifício, a recepção é encontrada principalmente em meios de hospedagem, empresas, hospitais, consultórios médicos e autoridades públicas.
A pessoa empregada de ocupar a recepção é chamada recepcionista(pt-BR) ou rececionista(pt-PT?). Cabe ao recepcionista (entre outros) responder perguntas gerais e/ou direcionar as perguntas para outros profissionais qualificados.
É o sector do hotel onde se processam os contatos, quer seja com clientes, fornecedores ou até com outras empresas. É a principal dinamizadora do hotel, e o seu funcionamento espelha a imagem deste.
Normalmente é da responsabilidade da recepção o processo de reservas, check-in (entradas) e check-out (saídas de clientes), pagamentos, dar informações a clientes, controle do estado dos quartos, receber reclamações, entre muitas outras tarefas que resultam do contacto com os diversos agentes relacionados com o hotel.
O recepcionista é a pessoa que tem de estar a par de toda a situação e atividades no hotel, podendo também dar informações do local.